# Lijst van gothicliteratuur
Gothicliteratuur (soms ook gotische horror- of gotische romantiek genoemd) is een genre van literatuur dat elementen van horror en romantiek combineert (zie ook Gothic novel). Auteurs schrijven vaak niet uitsluitend gothicverhalen, maar alleen hun werken in het gothicgenre zijn in deze lijst opgenomen.

## A
- John Aikin: Sir Bertrand, a Fragment (1773)
- Sophie Albrecht: Das höfliche Gespenst (1797) en Graumännchen oder die Burg Rabenbühl: eine Geistergeschichte altteutschen Ursprungs (1799)
- Louisa May Alcott: A Long Fatal Love Chase (1866)
- Alexander Amfiteatrov: Kymeriyskaya Bolezn (1910)
- Leonid Andrejev: On (Rasskaz neizvestnogo) (1913)
- Margaret Atwood: Lady Oracle (1976)
- Jane Austen: Northanger Abbey (1818)
- Álvares de Azevedo: Noite na Taverna (1855)

## B
- Charles Beaumont: The Vanishing American (1955)
- William Thomas Beckford: Vathek (1786)
- Aloysius Bertrand: Gaspard de la nuit (prozagedichten, 1842)
- Alexander Bestuzhev: Eisen Castle (1827)
- Ambrose Bierce: The Death of Halpin Frayser (1891)
- Algernon Blackwood: The Willows (1907)
- Anastasia Blackwell: The House on Black Lake (2010)
- Karen Blixen: Seven Gothic Tales (1934)
- Robert Bloch: Black Bargain (1942) en Psycho (1959)
- Pétrus Borel: Champavert, contes immoraux (1833)
- Ivan Boenin: Dry Valley (1912)
- Ray Bradbury: The Fog Hom (1951)
- Ivo Brešan: Katedrala (2007)
- Poppy Z. Brite: Lost Souls (1992) en Exquisite Corpse (1996)
- Charlotte Brontë: Jane Eyre (1847) en Villette (1850)
- Emily Brontë: Wuthering Heights (1847)
- Charles Brockden Brown: Wieland (1798)
- B.R. Bruss: Le Bourg envoûté (1964)
- Valery Bryusov: De vuurengel (1908)

## C
- Truman Capote: Other Voices, Other Rooms (1948)
- Angela Carter: The Bloody Chamber (1974)
- Mrs Carver: The Horrors of Oakendale Abbey (1797)
- Robert W. Chambers: The King in Yellow/The Yellow Sign (1895)
- Marcus Clarke: For the Term of his Natural Life (1874)
- Simon Clarke: Vampyrrhic (1998); Vampyrrhic Rites (2003); The Tower (2005); Whitby Vampyrrhic (2009); His Vampyrrhic Bride (2012)
- Darcy Coates: The Haunting of Blackwood House (2015); The Haunting of Gillespie House (2015); House of Shadows (2015); House of Secrets (2016); The Haunting of Ashburn House (2016); Craven Manor (2017); The Folcroft Ghosts (2017); The Haunting of Rookward House (2017); The Carrow Haunt (2018)
- Samuel Taylor Coleridge: Lyrical Ballads (1798) en Christabel (1816)
- Wilkie Collins: The Woman in White (1860)
- Robert Cormier: The Chocolate War (1974)
- F.G. Cottam: The House of Lost Souls (2007); The Waiting Room (2010)

## D
- Charlotte Dacre: Zofloya (1806)
- Mark Z. Danielewski: House of Leaves (2000)
- Grigory Danilevsky: Mertvec-ubiytsa (1879)
- Marquis de Grosse: Der Genius (1796)
- Walter de la Mare: The Return (1910)
- Comte de Lautréamont: Les Chants de Maldoror (1869)
- Guy de Maupassant: Le Horla (1887)
- Isabelle de Montolieu: Melissa and Marcia: or, the Sisters (1788), Louisa: or, the Reward of an Affectionate Daughter (1790), The History of Ned Evans (1796), The Church of Saint Siffrid (1797) en The Mourtray Family (1800)
- Thomas de Quincey: Confessions of an English Opium-Eater (1821)
- Marquis de Sade: Justine ou les Malheurs de la vertu (1791)
- August Derleth: The Lonesome Place (1948)
- Charles Dickens: Oliver Twist (1838), Bleak House (1854), Great Expectations (1861) en The Mystery of Edwin Drood (1870)
- Daphne du Maurier: Jamaica Inn (1936), Rebecca (1938) en Don't Look Now (1970)
- George du Maurier: Trilby (1894)
- François Guillaume Ducray-Duminil: Coelina, ou L’enfant du mystère (1799)

## E
- Hanns Heinz Ewers: Der Zauberlehrling (1910), Alraune (1911), Vampyr (1921), en Der Geisterseher (1922)

## F
- Henry Farrell: What Ever Happened to Baby Jane? (1960)
- James Gordon Farrell: Troubles (1970)[1]
- Richard Flanagan: Gould's Book of Fish (2001)

## G
- Elizabeth Gaskell: The Doom of the Griffiths (1858); The Grey Woman; Lois the Witch
- Theophile Gautier: Le Pied de momie (1863)
- Charlotte Perkins Gilman: The Yellow Wallpaper (1892)
- Milovan Glišić: After Ninety Years (1880)
- Nikolay Gnedich: Don Corrado de Gerrera (1803)[2]
- William Godwin: The Adventures of Caleb Williams (1794); St. Leon: A Tale of the 16th Century (1799)
- Nikolaj Gogol: De avond voor Sint-Jan; Vreselijke wraak uit Avonden op een dorp bij Dikanka (1831),[3] Viy uit  Mirgorod (1835); The Portrait uit Arabesken of Petersburgse vertellingen (1835)
- Alexander Grin: Krysolov (1924)

## H
- John Harwood: The Ghost Writer (204); The Séance (2008)
- Nathaniel Hawthorne: Young Goodman Brown (1835); The Minister's Black Veil (1836);  Edward Randolph's Portrait (1838); en The House of the Seven Gables (1851)
- Daniel Hecht: Skull Session (1998); City of Masks (2005)
- James Herbert: Haunted (1988); The Secret of Crickley Hall (2006)
- Susan Hill: The Woman in Black (1983); The Mist in the Mirror (1992); The Man in the Picture(2007)
- E.T.A. Hoffmann: Die Elixire des Teufels (1815); Das Majorat (1817)[4]
- James Hogg: The Private Memoirs and Confessions of a Justified Sinner (1824)
- William Hope Hodgson: The House on the Borderland (1907)
- Robert E. Howard: Old Garfield's Heart (1933)
- Victor Hugo: Notre-Dame de Paris (1831)
- Evan Hunter: Last Summer (1968)
- Joris-Karl Huysmans: Là-bas (1891)

## I
- Thomas Ingoldsby: The Ingoldsby Legends (1840)
- Washington Irving: The Adventure of the German Student (1824)
- Junji Ito: Uzumaki (2002)

## J
- Shirley Jackson: The Lottery (1951); A Visit (1952); The Haunting of Hill House (1959); We Have Always Lived in the Castle (1962)
- W.W. Jacobs: The Monkey's Paw (1902)
- Henry James: The Turn of the Screw (1898); The Real Right Thing (1899)

## K
- Carl Friedrich Kahlert: The Necromancer (1794)
- Nikolay Karamzin:  Island of Bornholm (1793)
- Uladzimir Karatkievich: Savage Hunt of King Stakh (1964)
- John Keats: La Belle Dame sans Merci (1819); Isabella, or the Pot of Basil (1820)
- Caitlin Kiernan: Silk (1998)
- Raymond Kennedy: Lulu Incognito (1988)
- Stephen King: Salem's Lot (1975); The Shining (1977)
- Stephen King en Ridley Pearson: The Diary of Ellen Rimbauer (2002)
- T.E.D. Klein: The Events at Poroth Farm (1972)
- Aleksandr Koeprin: Silver Volf (1901)

## L
- Lady Caroline Lamb: Glenarvon (1816)
- Francis Lathom: The Midnight Bell (1798)
- Sheridan Le Fanu: Uncle Silas (1864); In a Glass Darkly (1872); Carmilla (1872)
- Dennis Lehane: Shutter Island (2003)
- Julia Leigh:The Hunter (1999)
- Mikhail Yuryevich Lermontov: "Bela" en "Tamanj" in A Hero of Our Time (1840)[5][6]
- Gaston Leroux: Le Fantôme de l'Opéra (1910)
- Ira Levin: Rosemary's Baby (1967); The Stepford Wives (1972)
- Matthew Gregory Lewis: The Monk (1796); The Castle Spectre (1797)
- Fritz Leiber: The Girl with the Hungry Eyes (1949)
- Thomas Ligotti: Vastarien (1987)
- George Lippard: The Quaker City (1844)
- H.P. Lovecraft: De Roep van Cthulhu (1926)

## M
- Frederick Marryat: The Phantom Ship (1839)
- Richard Marsh: The Beetle: A Mistery (1897)
- Grigori Machtet: Zaklyatiy kazak (1876)
- Richard Matheson: Long Distance Call (1953); I Am Legend (1954); A Stir of Echoes (1958); Hell House (1971)
- Charles Maturin: Melmoth the Wanderer (1820)
- Michael McDowell: The Elementals (1981)
- Patrick McGrath: The Grotesque (1989)
- Prosper Mérimée: La Vénus d'Ille (1837); Lokis (1869)
- John Moore: Zeluco (1789)
- Toni Morrison: Beloved (1987)
- Lee Mountford: Perron Manor (2020); Devil's Door (2020); Purgatory (2020); Possession (2021); Asylum (2021)

## N
- Vasily Narezhny: Mertviy Zamok (1801)
- Vítězslav Nezval: Valerie and Her Week of Wonders (1945)

## O
- Fitz-James O'Brien: What Was It? (1859)
- Flannery O'Connor: Wise Blood (1952); The Violent Bear It Away (1960)
- Joyce Carol Oates: Bellefleur (1980); Night-Side (1980); A Bloodsmoor Romance (1982); My Heart Laid Bare (1998)
- Vladimir Odojevski: The Living Corpse (1844)

## P
- Eliza Parsons: The Castle of Wolfenbach (1793); The Mysterious Warning (1796)
- Thomas Love Peacock: Nightmare Abbey (1818)
- Mervyn Peake: Gormenghast (trilogie, 1946-1955)
- Edgar Allan Poe: Berenice (1835); The Fall of the House of Usher (1839), The Narrative of Arthur Gordon Pym of Nantucket (1839; The Masque of the Red Death (1842), The Oval Portrait (1842); The Pit and the Pendulum (1842); The Black Cat (1843); The Tell-Tale Heart (1843)
- Nikolai Polevoy: The Voices from the Other World (1829)
- John William Polidori: The Vampyre (1819)
- Jan Potocki: The Manuscript Found in Saragossa (1805)
- W.H. Pugmire: Tales of Sesqua Valles (1997)
- Aleksandr Poesjkin: The Queen of Spades (1834)

## R
- Ann Radcliffe: The Romance of the Forest (1791); The Mysteries of Udolpho (1794); The Italian (1797)
- Jean Ray: Malpertuis (1943)
- Clara Reeve: The Old English Baron (1778)
- Władysław Stanisław Reymont: The Vampire (1911)
- G.W.M. Reynolds: Faust (1846); Wagner the Wehr-wolf (1847); The Necromancer (1857)
- Anne Rice: Interview with the Vampire (1976)
- Michael Richan: Eximere (2014); A Chistmas Haunting at Point No Point (2015); The Blackham Mansion Haunting (2015); The Haunting of Pitmon House (2016); The Haunting of Waverly Hall (2016); The Port of Missing Souls (2016); A Haunting in Wisconsin (2017); The Haunting of Johansen House (2017); The Coldwater Haunting (2019); I Reside Here (2021)
- Regina Maria Roche: Clermont (1798); The Children of the Abbey (1800)
- James Malcolm Rymer: Varney the Vampire (1847)
- Ryukishi07: Umineko no Naku Koro ni (2007 - 2010)

## S
- Friedrich Schiller: Der Geisterseher (1787-9)
- Anya Seton: Dragonwyck (1945)
- Diane Setterfield: The Thirteenth Tale (2006)
- Mary Shelley: Frankenstein (1818)
- Percy Bysshe Shelley: Zastrozzi (1810); St. Irvyne; or, The Rosicrucian (1811)
- Anne Rivers Siddons: The House Next Door (1976)
- Eleanor Sleath: The Orphan of the Rhine (1798)
- Clark Ashton Smith: The Vaults of Yoh-Vombis (1932)
- Orest Somov: Kiev Witches (1833)
- Christian Heinrich Spiess: Das Petermännchen (1793)
- Robert Lawrence Stine: Goosebumps (1992)
- Robert Louis Stevenson: Strange Case of Dr Jekyll and Mr Hyde (1886)
- Bram Stoker: Dracula (1897); The Lair of the White Worm (1911)
- Peter Straub: Julia (1975)

## T
- Donna Tartt: The Secret History (1992); The Little Friend (2002)
- G.P. Taylor: Shadowmancer (2004)
- Scott Thomas: Kill Creek (2017)
- Aleksej Konstantinovitsj Tolstoj: Sem'ja Voerdalaka (Het Gezin van de Voerdalak) (1839); The Vampire (Upyr') (1841)
- Anton Tsjechov: De zwarte monnik (1894)
- Ivan Toergenjev: Faust (1856); Clara Milich (1883)

## U
- Miloš Urban: Sedmikostelí (1999)

## V
- Joseph Freiherr von Eichendorff: Das Marmorbild (1819)
- Heinrich von Kleist: Das Bettelweib von Locarno (1810)
- Kevin Valgaeren: Blackwell (2018)

## W
- Karl Edward Wagner: Endless Night (1987)
- Horace Walpole: The Castle of Otranto (1764)
- Sarah Waters: The Little Stranger (2009)
- Edith Wharton: Afterward (1910)
- Oscar Wilde: The Picture of Dorian Gray (1891)
- F. Paul Wilson: The Keep (1981)

## Z
- Carlos Ruiz Zafón: De schaduw van de wind (2001)
- Marija Jurić Zagorka: De heks van Grič (1912-1914)
- Michail Zagoskin: Onverwachte gasten (1834)
- Michelle Zink: The Prophecy of the Sisters (2009)